# Pedro Sousa
Pedro Sousa, född 27 maj 1988, är en portugisisk tennisspelare.

## Karriär
I februari 2020 tog sig Sousa till final vid Argentina Open, där han blev besegrad av norske Casper Ruud. Det var Sousas första finalplats på ATP-touren.

## ATP-finaler i kronologisk ordning

### Singel: 1 (1 andraplats)
| Teckenförklaring                  |
| --------------------------------- |
| Grand Slam turneringar (0–0)      |
| ATP World Tour Finals (0–0)       |
| ATP World Tour Masters 1000 (0–0) |
| ATP World Tour 500 Series (0–0)   |
| ATP World Tour 250 Series (0–1)   |

| Finaler efter underlag |
| ---------------------- |
| Hard court (0–0)       |
| Grus (0–1)             |
| Gräs (0–0)             |

| Resultat | V–F | Datum         | Turnering                 | Kategori   | Underlag | Motståndare | Resultat |
| -------- | --- | ------------- | ------------------------- | ---------- | -------- | ----------- | -------- |
| Tvåa     | 0–1 | Februari 2020 | Argentina Open, Argentina | 250 Series | Grus     | Casper Ruud | 1–6, 4–6 |